# خوسيه إنريكي غوتيريز
خوسيه إنريكي غوتيريز (بالإسبانية: José Enrique Gutiérrez)‏ مواليد 18 يونيو 1974 في بلنسية، هو دراج إسباني في صنف سباق الدراجات على الطريق.

## سجل النتائج

### سباقات أو مراحل فاز بها
- طواف إسبانيا

## روابط خارجية
- خوسيه إنريكي غوتيريز على موقع الاتحاد الدولي للدراجات (الإنجليزية)
- خوسيه إنريكي غوتيريز على موقع أرشيف الدراجات (الإنجليزية)
- خوسيه إنريكي غوتيريز على موقع إحصائيات الدراجات الإحترافية (الإنجليزية)
- خوسيه إنريكي غوتيريز على موقع نسبة الدراجات (الإنجليزية)
- خوسيه إنريكي غوتيريز على موقع CycleBase (الإنجليزية)